# Лампионе (Латина)
Лампионе је насеље у Италији у округу Латина, региону Лацио.
Према процени из 2011. у насељу је живело 322 становника. Насеље се налази на надморској висини од 59 м.